# Sara Santostasi
Sara Santostasi (Anzio, 24 de enero de 1993) es una actriz, cantante y bailarina italiana.

## Biografía
Comenzó a trabajar muy joven, primero en la publicidad y luego como una actriz en el cine y en la televisión. Entre sus primeros trabajos en la gran pantalla, la película Uomini & donne, amori & bugie, en español Hombres y mujeres, amor y mentira (2003), guion y dirección de Eleonora Giorgi, y I giorni dell'abbandono en español Los días de abandono (2005), dirigida por Roberto Faenza, tuvo de compañera de elenco a Margherita Buy.
Tuvo numerosas participaciones en televisión en series dramáticas, entre ellas la serie de televisión Family House 2 (2003), donde debutó en la pequeña pantalla como actriz, Don Matteo 4 (2004) y 8 Encantos (2005) y la miniserie en seis episodios, la mujer detective (2007), dirigida por Cinzia TH Torrini. A menudo participa en los actos organizados por el Boys and Cinema.

## Filmografía

### Cine
- Uomini & donne, amori & bugie, escrita y dirigida por Eleonora Giorgi (2003) - Papel: Sara
- I giorni dell'abbandono, dirigida por Roberto Faenza (2005) - Papel: Ilaria

### Televisión
- Casa famiglia 2
- Un papà quasi perfetto
- Un medico in famiglia 3
- Don Matteo 4
- Incantesimo 8
- I Cesaroni, regia di Francesco Vicario
- Donna Detective
- Il commissario Manara
- Llámame Cris
- Donna Detective 2